# Sweet Emotion
Sweet Emotion är en låt av Aerosmith skrevs av Steven Tyler och Tom Hamilton. Låten släpptes som första singel från deras studioalbum Toys in the Attic (från 1975) och nådde plats nummer 36 på Billboard Hot 100 alltså bandets första topp 40. Detta ledde till att man gjorde ett nysläpp av Dream On som nu tog sig till plats nummer 6 (vilket var bandets bästa resultat från 70-talet).